# Concórdia Corporate
O Concórdia Corporate é um edifício comercial localizado no bairro Vila da Serra, em Nova Lima, cidade da Região Metropolitana de Belo Horizonte (RMBH), em Minas Gerais. É a maior edificação metálica do país, o segundo edifício comercial mais alto do Brasil e o mais alto da região Sudeste e de Minas Gerais, com 172 metros de altura.
O empreendimento pertence à Tishman Speyer, incorporadora dos Estados Unidos em parceria com a Costrutora Caparaó, segundo  Daniel Cherman presidente da Tishman Speyer, o fez "[...]porque Belo Horizonte carecia de um empreendimento de alta qualidade". O prédio conta conta com 44 andares, sendo 31 lajes comerciais, 8 andares de estacionamento, 4 lofts residenciais (um por andar) e um heliponto, além de espaço para lojas e um restaurante no térreo. Seu núcleo foi erguido em concreto, mas a estrutura é predominantemente em aço, com lajes em steel deck e é revestido por uma cortina de vidro. O formato aparenta ser de um prisma, mas os quatro lados têm fendas que lhe conferem formato semelhante a um catavento. Além do propósito estético, as fendas servem para a ventilação dos pavimentos e entrada de ar para o sistema de refrigeração central do prédio.
A região do Vila da Serra, no qual está situado, faz divisa com a região Centro-Sul de Belo Horizonte. Desde os anos 2000, é um dos maiores vetores de crescimento da RMBH, tanto de edifícios residenciais e comerciais, que já somam mais de R$ 6,5 bi em investimentos e 30 mil habitantes que migraram da capital, segundo o economista do IPEA Thiago Jardim.
O prédio é pré-certificado para receber a selo de sustentabilidade Leadership in Energy and Environmental Design (LEED) Gold.